# Bonavigo
Bonavigo es una localidad y comune italiana de 1.974 habitantes, ubicada en la provincia de Verona (una de las siete provincias de la región de Véneto). 

## Demografía
| Gráfica de evolución demográfica de Bonavigo entre 1861 y 2001 |
|                                                                |
| fuente ISTAT - elaboración gráfica a cargo de Wikipedia        |